# Michele Malaspina
Michele Malaspina (Genova, 16 agosto 1908 – Roma, 13 gennaio 1979) è stato un attore e doppiatore italiano.
È stato attivo nel doppiaggio cinematografico e come attore teatrale. In televisione ha interpretato lavori di prosa e sceneggiati televisivi, fra cui La Pisana e L'assassinio dei fratelli Rosselli. Assieme a Luigi Capuano e a Nando Bruno curò il soggetto del film Bellezze a Capri, da lui interpretato nel 1951.

## Biografia
Nato nel sobborgo industriale di Bolzaneto da una famiglia di commercianti, si è avvicinato in giovane età alla recitazione, entrando a far parte di una compagnia teatrale filodrammatica. Fu Alfredo Sainati ad avviarlo, ancora diciottenne, alla carriera professionistica scritturandolo nella propria compagnia.
Prima di dedicarsi al doppiaggio cinematografico, fu interprete, alla EIAR Torino, di numerose commedie radiofoniche. Come attore caratterista, dagli anni trenta fu utilizzato prevalentemente in ruoli da comprimario. La maggiore popolarità gli venne con la partecipazione, fra gli anni cinquanta e sessanta, agli sceneggiati Rai (fra gli altri, Il piccolo Lord, del 1960). Inoltre lavorò come doppiatore per O.D.I., C.I.D., A.R.S. e S.A.S.

## Filmografia

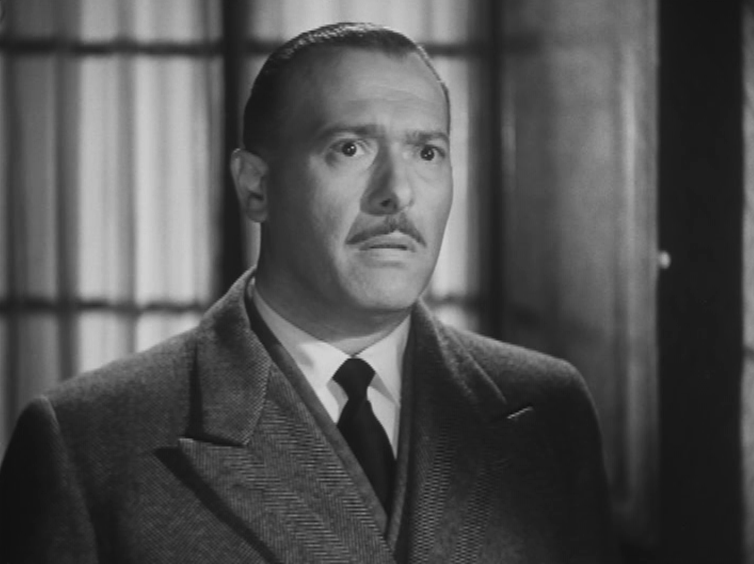
Michele Malaspina in una scena del film Vita da cani del 1950

### Cinema
- Cavalleria, regia di Goffredo Alessandrini (1936)
- Giuseppe Verdi, regia di Carmine Gallone (1938)
- Il cavaliere di San Marco, regia di Gennaro Righelli (1939)
- Arditi civili, regia di Domenico Gambino (1940)
- La prima donna che passa, regia di Max Neufeld (1940)
- Melodie eterne, regia di Carmine Gallone (1940)
- Notte di fortuna, regia di Raffaello Matarazzo (1941)
- Il cavaliere senza nome, regia di Ferruccio Cerio (1941)
- Villa da vendere, regia di Ferruccio Cerio (1941)
- L'ultimo addio, regia di Ferruccio Cerio (1942)
- Una volta alla settimana, regia di Ákos Ráthonyi (1942)
- Le miserie del signor Travet, regia di Mario Soldati (1945)
- Lo sciopero dei milioni, regia di Raffaello Matarazzo (1947)
- Emigrantes, regia di Aldo Fabrizi (1949)
- Cielo sulla palude, regia di Augusto Genina (1949)
- I peggiori anni della nostra vita, regia di Mario Amendola (1949)
- Sambo, regia di Paolo William Tamburella (1950)
- Vita da cani, regia di Steno e Mario Monicelli (1950)
- Bellezze a Capri, regia di Adelchi Bianchi (1951)
- Destino, regia di Enzo Di Gianni (1951)
- Ultimo incontro, regia di Gianni Franciolini (1951)
- Buon viaggio, pover'uomo, regia di Giorgio Pàstina (1951)
- L'eterna catena, regia di Anton Giulio Majano (1952)
- Totò a colori, regia di Steno (1952)
- Le avventure di Mandrin, regia di Mario Soldati (1952)
- Il sogno di Zorro, regia di Mario Soldati (1952)
- Il tenente Giorgio, regia di Raffaello Matarazzo (1952)
- Inganno, regia di Guido Brignone (1952)
- Il tallone d'Achille, regia di Mario Amendola, Ruggero Maccari (1952)
- Amanti del passato, regia di Adelchi Bianchi (1953)
- Perdonami!, regia di Mario Costa (1953)
- Napoletani a Milano, regia di Eduardo De Filippo (1953)
- Ballata tragica, regia di Luigi Capuano (1954)
- Papà Pacifico, regia di Guido Brignone (1954)
- Incatenata dal destino, regia di Enzo Di Gianni (1956)
- La canzone più bella, regia di Ottorino Franco Bertolini (1957)
- Primo applauso, regia di Primo Mercanti (1957)
- Vacanze d'inverno, regia di Camillo Mastrocinque, Giuliano Carnimeo (1959)
- La cambiale, regia di Camillo Mastrocinque (1959)
- La scimitarra del Saraceno, regia di Piero Pierotti (1959)
- L'ultimo zar (Les nuits de Raspoutine), regia di Pierre Chenal (1960)
- I piaceri del sabato notte, regia di Daniele D'Anza (1960)
- È arrivata la parigina, regia di Camillo Mastrocinque (1960)
- Ursus nella valle dei leoni, regia di carlo Ludovico Bragaglia (1961)
- Gli amanti latini, episodio Amore e morte, regia di Mario Costa (1965)
- I due sergenti del generale Custer, regia di Giorgio Simonelli (1965)
- La volpe e le camelie, regia di Silverio Blasi (1966)
- 2 mafiosi contro Al Capone, regia di Giorgio Simonelli (1966)
- 3 Supermen a Tokio, regia di Bitto Albertini (1968)
- Mazzabubù... Quante corna stanno quaggiù?, regia di Mariano Laurenti (1971)
- Il delitto Matteotti, regia di Florestano Vancini (1973)
- No. Il caso è felicemente risolto, regia di Vittorio Salerno (1973)

### Televisione
- Aprite: polizia!, episodio Un paese che legge, regia di Daniele D'Anza (1958)
- Ottocento, regia di Anton Giulio Majano (1959)
- Tenente Sheridan, prima serie Giallo Club, episodi Qualcuno al telefono (1959) e La notte della verità (1960)
- La Pisana, regia di Giacomo Vaccari (1960)
- Vita col padre e con la madre, regia di Daniele D'Anza (1960)
- Il piccolo Lord, regia di Vittorio Brignole (1960)
- Tartarino di Tarascona, regia di Vittorio Brignole (1960)
- Operazione Vega, regia di Vittorio Cottafavi (1962)
- Più rosa che giallo, regia di Alberto Bonucci (1962)
- Una tragedia americana, regia di Anton Giulio Majano (1962)
- Grandezza naturale, regia di Carlo Lodovici (1963)
- Paura per Janet, regia di Daniele D'Anza (1963)
- La cittadella, regia di Anton Giulio Majano (1964)
- La figlia del capitano, regia di Leonardo Cortese (1965)
- Le avventure di Laura Storm, episodio Una bionda di troppo, regia di Camillo Mastrocinque (1965)
- Il conte di Montecristo, regia di Edmo Fenoglio (1966)
- Le inchieste del commissario Maigret, episodio Non si uccidono i poveri diavoli (1966)
- Vita di Cavour, regia di Piero Schivazappa (1967)
- La fiera della vanità, regia di Anton Giulio Majano (1967)
- I promessi sposi, regia di Sandro Bolchi (1967)
- I Buddenbrook, regia di Edmo Fenoglio (1971)
- E le stelle stanno a guardare, regia di Anton Giulio Majano (1971)
- Qui squadra mobile, episodio Un caso ancora aperto, regia di Anton Giulio Majano (1973)
- L'assassinio dei fratelli Rosselli, regia di Silvio Maestranzi (1974)
- Accadde a Lisbona, regia di Daniele D'Anza (1974)
- Un certo Marconi, regia di Sandro Bolchi (1974)
- La bufera, regia di Edmo Fenoglio (1975)
- La guerra al tavolo della pace, regia di Massimo Sani e Paolo Gazzara (1975)
- Il garofano rosso, regia di Luigi Faccini (1976)

## Prosa radiofonica
- Serenata perduta, commedia di Pierre Rocher, regia di Pietro Masserano Taricco, trasmessa il 16 febbraio 1949.
- La sera del grande silenzio, radiodramma di Giovanni Battista Angioletti, regia di Guglielmo Morandi trasmesso il 12 febbraio 1950.
- Perduto nelle stelle, commedia musicale di Maxwell e Weill, regia di Anton Giulio Majano, trasmessa il 19 giugno 1953
- Anche il più furbo ci può cascare, commedia di Aleksandr Ostrovskij, regia di Pietro Masserano Taricco, trasmessa il 6 agosto 1956.

## Prosa televisiva
- Maria a Nazareth, di Giovanni Gigliozzi, regia di Alberto Casella, trasmessa il 25 marzo 1950.
- La moglie americana di Renzo Nissim, regia di Guglielmo Morandi, trasmessa il 15 novembre 1960 sul Programma Nazionale.
- L'incorruttibile, regia di Enrico Colosimo, trasmessa il 9 marzo 1962.
- Sera di pioggia, di Paola Riccora, regia di Leonardo Cortese, trasmessa il 15 marzo 1963.
- Fine mese, di Paola Riccora, regia di Claudio Fino, trasmessa il 7 giugno 1963.
- Un mese in campagna, di Ivan Turgenev, regia di Sandro Bolchi, 24 giugno 1969.
- La felicità del signor Guma, regia di Massimo Scaglione, trasmessa il 14 agosto 1973.

## Doppiaggio
- John Crawford in Cielo di piombo, ispettore Callaghan
- George Kennedy ne La stella di latta
- Abraham Sofaer in Quo vadis
- Shōgo Shimada in Tora! Tora! Tora!
- Ronald Fraser in Giungla di bellezze
- Andy Devine ne Le avventure di Huck Finn
- Bartlett Mullins ne L'occhio che uccide
- Geoffrey Weeks ne I 3 dell'Operazione Drago
- Edgar Bergen in Bongo e i tre avventurieri
- Buddy Clark ne Lo scrigno delle sette perle
- Robert Coote in Oscar insanguinato
- Benno Sterzenbach in Tre uomini in fuga
- Georges Rigaud in Horror Express
- George Sanders in Galaxy Horror
- Pat O'Brien ne Il ragazzo dai capelli verdi
- Fernando Villeña in Terrore nello spazio
- Eduardo Fajardo ne Il tempo degli avvoltoi
- Eiji Okada in Odissea sulla Terra
- Alberto Rabagliati in Susanna tutta panna
- Georges Géret in Una ragione per vivere e una per morire
- Vittorio André in Caltiki, il mostro immortale
- Gustavo De Nardo ne La frusta e il corpo
- Folco Lulli in Non c'è pace tra gli ulivi
- Nerio Bernardi in Fanfan la Tulipe
- Nino Besozzi ne La legge è legge
- Frank Wolff ne Il grande silenzio
- Viktor Stanitsyn in Guerra e pace
- José Nieto in I crudeli